# 119.º Congresso dos Estados Unidos
O 119º Congresso dos Estados Unidos é a atual legislatura do poder legislativo do governo federal dos Estados Unidos, composto pelo Senado e pela Câmara dos Representantes. Ele foi inaugurado em Washington, D.C., em 3 de janeiro de 2025 e terminará em 3 de janeiro de 2027, começando seu mandato nos últimos 17 dias da presidência de Joe Biden e nos dois primeiros anos do segundo mandato de Donald Trump.
Como resultado das eleições de 2024, o Partido Republicano manteve sua estreita maioria na Câmara, conquistou a maioria no Senado e, com a posse de Donald Trump em 20 de janeiro de 2025 para seu segundo mandato, terá um controle total do governo federal pela primeira vez desde o 115º Congresso em 2017, que esteve em sessão durante o primeiro mandato de Trump.
O 119º Congresso tem apenas três estados (Maine, Pensilvânia e Wisconsin) com senadores de partidos diferentes, o menor número de delegações divididas desde que a eleição direta de senadores começou em 1914. A margem de maioria na Câmara é menor que a margem no Senado pela primeira vez na política moderna.

## Principais eventos
- 3 de janeiro de 2025: O Congresso se reúne. Os membros eleitos do Senado dos Estados Unidos e da Câmara dos Representantes dos Estados Unidos tomam posse. Mike Johnson é reeleito presidente da Câmara.[2]
- 6 de janeiro de 2025: Sessão conjunta para contagem dos votos eleitorais e certificação da eleição presidencial nos Estados Unidos em 2024.
- 9 de janeiro de 2025: O funeral do ex-presidente Jimmy Carter acontece.
- 20 de janeiro de 2025: Segunda posse de Donald Trump.

## Distribuição partidária

### Senado
| Afiliação                     | Partido     | Partido   | Partido      | Total | Vacante |
| ----------------------------- | ----------- | --------- | ------------ | ----- | ------- |
| Afiliação                     |             |           |              | Total | Vacante |
| Afiliação                     | Republicano | Democrata | Independente | Total | Vacante |
| Legislatura anterior          | 49          | 47        | 4            | 100   | 0       |
|                               |             |           |              |       |         |
| Início (3 de janeiro de 2025) | 52          | 45        | 2            | 99    | 1       |
| 10 de janeiro de 2025         | 51          | 45        | 2            | 98    | 2       |
| 14 de janeiro de 2025         | 52          | 45        | 2            | 99    | 2       |
| 20 de janeiro de 2025         | 51          | 45        | 2            | 98    | 2       |
| 21 de janeiro de 2025         | 53          | 45        | 2            | 100   | 0       |
| Proporção                     | 53%         | 47%       | 47%          |       |         |

### Câmara dos Representantes
| Afiliação                     | Partido   | Partido     | Total | Vacante |  |
| ----------------------------- | --------- | ----------- | ----- | ------- |  |
| Afiliação                     |           |             | Total | Vacante |  |
| Afiliação                     | Democrata | Republicano | Total | Vacante |  |
| Legislatura anterior          | 210       | 219         | 429   | 6       |  |
|                               |           |             |       |         |  |
| Início (3 de janeiro de 2025) | 215       | 219         | 434   | 1       |  |
| 20 de janeiro de 2025         | 215       | 218         | 433   | 2       |  |
| Proporção                     | 49,7%     | 50,3%       |       |         |  |
| Membros não-votantes          | 3         | 3           | 6     | 0       |  |

## Lideranças

### Senado
- Presidente:
  - Kamala Harris (D) – até 20 de janeiro de 2025
  - J. D. Vance (R) – a partir de 20 de janeiro de 2025
- Presidente pro tempore: Chuck Grassley (R)[3]
- Líder da Maioria: John Thune (R)
- Líder Assistente da Maioria: John Barrasso (R)
- Líder da Minoria: Chuck Schumer (D)
- Líder Assistente da Minoria: Dick Durbin (D)

### Câmara dos Representantes
- Presidente: Mike Johnson (R)
- Líder da Maioria: Steve Scalise (R)
- Líder Assistente da Maioria: Tom Emmer (R)
- Líder da Minoria: Hakeem Jeffries (D)[4]
- Líder Assistente da Minoria: Katherine Clark (D)